# Lionard Pajoy
Lionard Fernando Pajoy Ortiz (Villa del Rosario, Norte de Santander, Colombia, 7 de junio de 1981) es un futbolista colombiano. Juega como delantero en el  Alianza Universidad. Su hermano es el futbolista John Pajoy y su primo es el exfutbolista Carlos Castillo Ortiz.

## Trayectoria

### Cúcuta
Lionard Pajoy, se ha destacado con sus goles en el Cúcuta Deportivo a partir del año 2007, con el cual jugó la Copa Libertadores. En ese torneo, marcó el gol del empate 2-2 en cuartos de final frente a Nacional de Montevideo.
Meses después del duelo contra Nacional, Pajoy dio positivo en el control anti-dopaje por presencia de benzoilecgonina (metabolito de la cocaína) en su organismo. Por ello, la Confederación Sudamericana de Fútbol lo sancionó durante seis meses sin poder jugar al fútbol profesional, y le impuso una multa de 5.000 dólares.

### Deportivo Cali
En enero de 2010 llegó como refuerzo al Deportivo Cali, pero en el mes de abril fue separado del equipo ante los malos resultados durante el Torneo Apertura, pese al poco tiempo compartió la delantera con Luis Muriel. 

### Millonarios FC
Luego, en el mes de junio, se creía que iba a llegar al Atlético Huila donde había jugado en el año 2005, pero acabó vinculado con Millonarios. Sin embargo sale del equipo por mal rendimiento dentro de la cancha.

### Itagüí
A inicios de 2011 es cedido al Itagüí, equipo recién ascendido a la Primera A. 
A mitad del año sale al exterior para jugar en el Tianjin Teda de China. Sin embargo, Lionard Pajoy no se quedó en territorio asiático y regresó al Itagüí. El 1 de octubre marca hat-trick en la victoria 3 a 1 sobre el Real Cartagena en calidad de locales.

### Philadelphia Union
En febrero de 2012 Lionard Pajoy llega al Philadelphia Union de la MLS, en donde en la segunda fecha del torneo marca su primer gol con el equipo, fue en la derrota 2 a 1 de local. Tras 16 jornadas de la MLS ha conseguido 5 goles, y en 4 partidos por la copa de los EE. UU, marcó dos goles, en total logró 7 goles en 20 partidos.

### DC United
En agosto de 2012 se fue al D.C. United en intercambio de Danny Cruz.
En su segundo partido de la MLS con el D.C. United, anota su primer gol con el club, en la victoria 4 a 2 sobre el Chicago Fire, este fue su sexto gol en la MLS y su octavo gol en suelo estadounidense contando 7 con el Philadelphia Union (5 por MLS y 2 por la copa de los EE. UU.) y 1 con el D.C. United por la MLS.

### Unión Comercio
Para el 2015 llega al Unión Comercio de Perú. El 8 de febrero marca los cuatro goles en la victoria 4 a 2 sobre Sport Loreto en el Torneo del Inca 2015.
Donde se despediría al final del año siendo el goleador del equipo con 25 goles en 41 partidos jugados además del goleador en Perú.

### Alianza Lima
El 1 de diciembre de 2015 el club peruano Alianza Lima hace oficial su fichaje para la temporada 2016. Cierra la temporada con 17 goles en 41 partidos jugados.
El 6 de mayo de 2017 marca doblete para el 2 a 0 sobre el Real Garcilaso.
El 19 de julio marca el único de la victoria por la mínima en casa del Sporting Cristal.

### Alianza Universidad
Para el 2019 tras un año de ausencia ficha por Alianza Universidad de Huánuco. En su debut marca su primer gol en la victoria ante Real Garcilaso por 2-1.

## Clubes
| Club                | País           | Año         |
| ------------------- | -------------- | ----------- |
| Cortuluá            | Colombia       | 2004        |
| Atlético Huila      | Colombia       | 2005        |
| Boyacá Chicó        | Colombia       | 2006        |
| Cúcuta Deportivo    | Colombia       | 2007 - 2009 |
| Deportivo Cali      | Colombia       | 2010        |
| Millonarios         | Colombia       | 2010        |
| Águilas Doradas     | Colombia       | 2011        |
| Philadelphia Union  | Estados Unidos | 2012        |
| D.C. United         | Estados Unidos | 2012 - 2013 |
| La Equidad          | Colombia       | 2014        |
| Unión Comercio      | Perú           | 2015        |
| Alianza Lima        | Perú           | 2016 - 2017 |
| Desconocido         | {{}}           | 2018        |
| Alianza Universidad | Perú           | 2019-2020   |
| Desconocido         | {{}}           | 2021-2022   |
| Alianza Universidad | Perú           | 2023-2024   |

## Estadísticas

### Clubes
| Club                              | Div.                | Temporada           | Liga  | Liga  | Copa Nacional | Copa Nacional | Copa Internacional | Copa Internacional | Total | Total |
| Club                              | Div.                | Temporada           | Part. | Goles | Part.         | Goles         | Part.              | Goles              | Part. | Goles |
| --------------------------------- | ------------------- | ------------------- | ----- | ----- | ------------- | ------------- | ------------------ | ------------------ | ----- | ----- |
| Cortuluá · Colombia               | 1.ª                 | 2004                | 26    | 2     | -             | -             | -                  | -                  | 26    | 2     |
| Cortuluá · Colombia               | Total club          | Total club          | 26    | 2     | 0             | 0             | 0                  | 0                  | 26    | 2     |
| Atlético Huila · Colombia         | 1.ª                 | 2005                | 26    | 2     | -             | -             | -                  | -                  | 26    | 2     |
| Atlético Huila · Colombia         | Total club          | Total club          | 26    | 2     | 0             | 0             | 0                  | 0                  | 26    | 2     |
| Boyacá Chicó · Colombia           | 1.ª                 | 2006                | 36    | 11    | -             | -             | -                  | -                  | 36    | 11    |
| Boyacá Chicó · Colombia           | Total club          | Total club          | 36    | 11    | 0             | 0             | 0                  | 0                  | 36    | 11    |
| Cúcuta Deportivo · Colombia       | 1.ª                 | 2007                | 31    | 13    | -             | -             | 5                  | 1                  | 36    | 14    |
| Cúcuta Deportivo · Colombia       | 1.ª                 | 2008                | 15    | 1     | -             | -             | 1                  | 0                  | 16    | 1     |
| Cúcuta Deportivo · Colombia       | 1.ª                 | 2009                | 28    | 3     | 4             | 3             | -                  | -                  | 32    | 6     |
| Cúcuta Deportivo · Colombia       | Total club          | Total club          | 74    | 17    | 4             | 3             | 6                  | 1                  | 84    | 21    |
| Deportivo Cali · Colombia         | 1.ª                 | 2010                | 7     | 0     | 3             | 3             | -                  | -                  | 10    | 3     |
| Deportivo Cali · Colombia         | Total club          | Total club          | 7     | 0     | 3             | 3             | 0                  | 0                  | 10    | 3     |
| Millonarios · Colombia            | 1.ª                 | 2010                | 15    | 1     | 1             | 3             | -                  | -                  | 16    | 4     |
| Millonarios · Colombia            | Total club          | Total club          | 15    | 1     | 1             | 3             | 0                  | 0                  | 16    | 4     |
| Águilas Doradas · Colombia        | 1.ª                 | 2011                | 32    | 13    | 1             | 1             | -                  | -                  | 33    | 14    |
| Águilas Doradas · Colombia        | Total club          | Total club          | 32    | 13    | 1             | 1             | 0                  | 0                  | 33    | 14    |
| Philadelphia Union Estados Unidos | 1.ª                 | 2012                | 20    | 5     | 4             | 2             | -                  | -                  | 24    | 7     |
| Philadelphia Union Estados Unidos | Total club          | Total club          | 20    | 5     | 4             | 2             | 0                  | 0                  | 24    | 7     |
| DC United Estados Unidos          | 1.ª                 | 2012                | 16    | 3     | -             | -             | -                  | -                  | 16    | 3     |
| DC United Estados Unidos          | 1.ª                 | 2013                | 20    | 2     | 3             | 1             | -                  | -                  | 23    | 3     |
| DC United Estados Unidos          | Total club          | Total club          | 36    | 5     | 3             | 1             | 0                  | 0                  | 39    | 6     |
| La Equidad · Colombia             | 1.ª                 | 2014                | 20    | 1     | 4             | 0             | -                  | -                  | 24    | 1     |
| La Equidad · Colombia             | Total club          | Total club          | 20    | 1     | 4             | 0             | 0                  | 0                  | 24    | 1     |
| Unión Comercio · Perú             | 1.ª                 | 2015                | 31    | 18    | 8             | 7             | 2                  | 0                  | 41    | 25    |
| Unión Comercio · Perú             | Total club          | Total club          | 31    | 18    | 8             | 7             | 2                  | 0                  | 41    | 25    |
| Alianza Lima · Perú               | 1.ª                 | 2016                | 41    | 17    | -             | -             | -                  | -                  | 41    | 17    |
| Alianza Lima · Perú               | 1.ª                 | 2017                | 35    | 6     | -             | -             | 1                  | 0                  | 36    | 6     |
| Alianza Lima · Perú               | Total club          | Total club          | 76    | 23    | 0             | 0             | 1                  | 0                  | 77    | 23    |
| Alianza Universidad · Perú        | 1.ª                 | 2019                | 28    | 8     | -             | -             | -                  | -                  | 28    | 8     |
| Alianza Universidad · Perú        | 1.ª                 | 2020                | 25    | 10    | -             | -             | -                  | -                  | 25    | 10    |
| Alianza Universidad · Perú        | 2.ª                 | 2023                | 11    | 4     | -             | -             | -                  | -                  | 11    | 4     |
| Alianza Universidad · Perú        | 2.ª                 | 2024                | 15    | 9     | -             | -             | -                  | -                  | 15    | 9     |
| Alianza Universidad · Perú        | Total club          | Total club          | 79    | 31    | 0             | 0             | 0                  | 0                  | 79    | 31    |
| Total en su carrera               | Total en su carrera | Total en su carrera | 471   | 130   | 28            | 17            | 9                  | 1                  | 508   | 151   |

### Hat-tricks
Partidos en los que anotó tres o más goles:
| 1 | 1 de octubre de 2011    | Metropolitano de Itagüí, Itagüí         | Águilas Doradas - Real Cartagena |    | 3 - 1 | Torneo Finalización 2011        |
| 2 | 8 de febrero de 2015    | IPD de Nueva Cajamarca, Nueva Cajamarca | Unión Comercio - Sport Loreto    | \| | 4 - 2 | Torneo del Inca 2015            |
| 3 | 29 de noviembre de 2015 | IPD de Nueva Cajamarca, Nueva Cajamarca | Unión Comercio - Sport Loreto    |    | 5 - 2 | Campeonato Descentralizado 2015 |

## Palmarés

### Campeonatos nacionales
| Título                    | Club                | País | Año  |
| ------------------------- | ------------------- | ---- | ---- |
| Primera División del Perú | Alianza Lima        | Perú | 2017 |
| Liga 2                    | Alianza Universidad | Perú | 2024 |

### Copas nacionales
| Título                   | Club        | País           | Año  |
| ------------------------ | ----------- | -------------- | ---- |
| Lamar Hunt U.S. Open Cup | D.C. United | Estados Unidos | 2013 |

### Torneos cortos
| Título          | Club         | País | Año  |
| --------------- | ------------ | ---- | ---- |
| Torneo Apertura | Alianza Lima | Perú | 2017 |
| Torneo Clausura | Alianza Lima | Perú | 2017 |

### Distinciones individuales
| Distinción                                                                                 | Año  |
| ------------------------------------------------------------------------------------------ | ---- |
| Goleador del Torneo del Inca                                                               | 2015 |
| Incluido en el equipo ideal del Torneo del Inca según el portal periodístico DeChalaca.com | 2015 |
| Goleador de la Primera División del Perú                                                   | 2015 |
| Once Ideal de la Primera División del Perú                                                 | 2015 |
| Nominado a mejor gol del año de la Liga 1                                                  | 2020 |